# The Ghost (film 1913 West)
The Ghost è un cortometraggio muto del 1913 diretto da Raymond B. West e interpretato da Richard Stanton.
Quell'anno, in agosto negli Stati Uniti, era uscito un altro corto dallo stesso titolo, The Ghost, prodotto dalla Victor Film Company e diretto da James Kirkwood,

## Produzione
Il film fu prodotto da Thomas H. Ince per la Domino Film Company.

## Distribuzione
Distribuito dalla Mutual, il film - un cortometraggio in due bobine - uscì nelle sale cinematografiche statunitensi il 13 novembre 1913.